# Trasporti in Trentino-Alto Adige

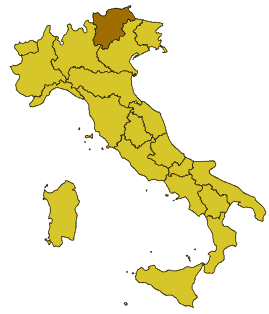
Posizione della regione

I trasporti in Trentino-Alto Adige consistono di un sistema infrastrutturale suddiviso in linee ferroviarie, aeroportuali, autostradali, stradali e lacustri.

## Sistema ferroviario

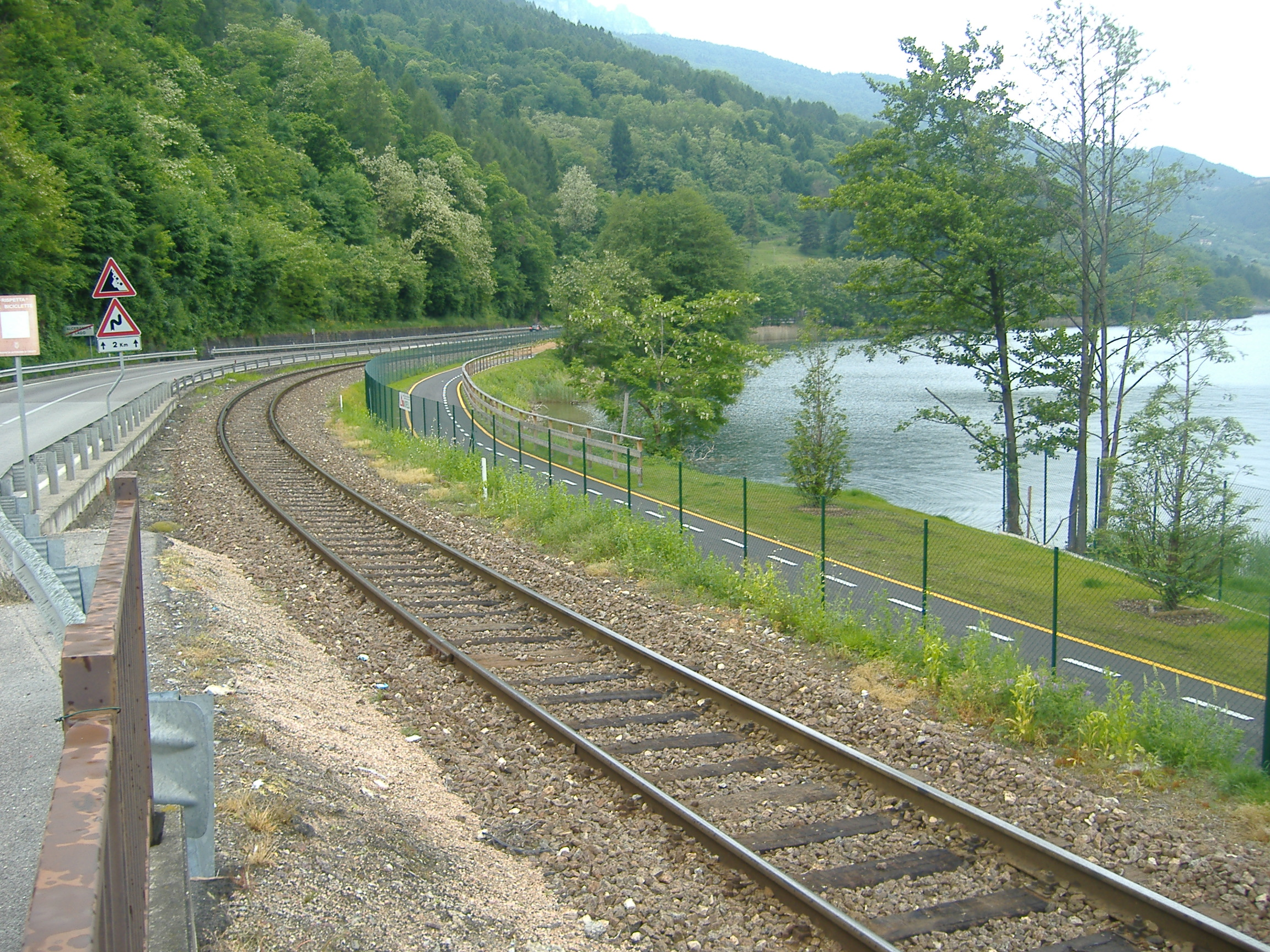
La ferrovia della Valsugana al lago di Caldonazzo

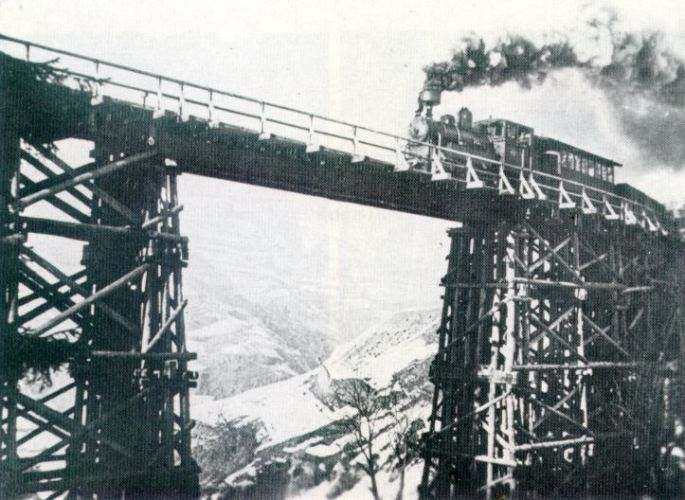
Vecchia foto della ferrovia della Val Gardena

La rete ferroviaria del Trentino-Alto Adige conta 356 km di linee; 28 sono le principali stazioni (classificate dal gestore come gold e silver). La rete fondamentale è costituita dall'asse ferroviaria Verona - Trento - Bolzano - Brennero - Innsbruck, la cosiddetta ferrovia del Brennero, che corre lungo la Valle dell'Adige dal basso Trentino a Bolzano, e da lì percorre la Valle Isarco fino al confine con l'Austria (Passo del Brennero).
Vi sono poi delle linee complementari:
- La ferrovia della Valsugana;
- La ferrovia Trento-Malé-Mezzana;
- La ferrovia Bolzano-Merano;
- La ferrovia della Val Venosta;
- La ferrovia della Val Pusteria.

In passato erano presenti altre linee:
- La ferrovia Rovereto-Arco-Riva, in esercizio dal 1891 al 1936;
- La ferrovia della Val di Fiemme, attiva dal 1918 al 1963;
- La ferrovia Bolzano-Caldaro, in esercizio dal 1898 al 1971;
- La ferrovia Brunico-Campo Tures, in esercizio dal 1908 al 1957;
- La ferrovia delle Dolomiti, in esercizio dal 1921 al 1964;
- La ferrovia Lana-Postal, in esercizio dal 1913 al 1974;
- La ferrovia della Val Gardena, in esercizio dal 1916 al 1960;
- La tranvia Trento-Malé, in esercizio dal 1909 al 1956.

### Principali stazioni della regione

Trentino
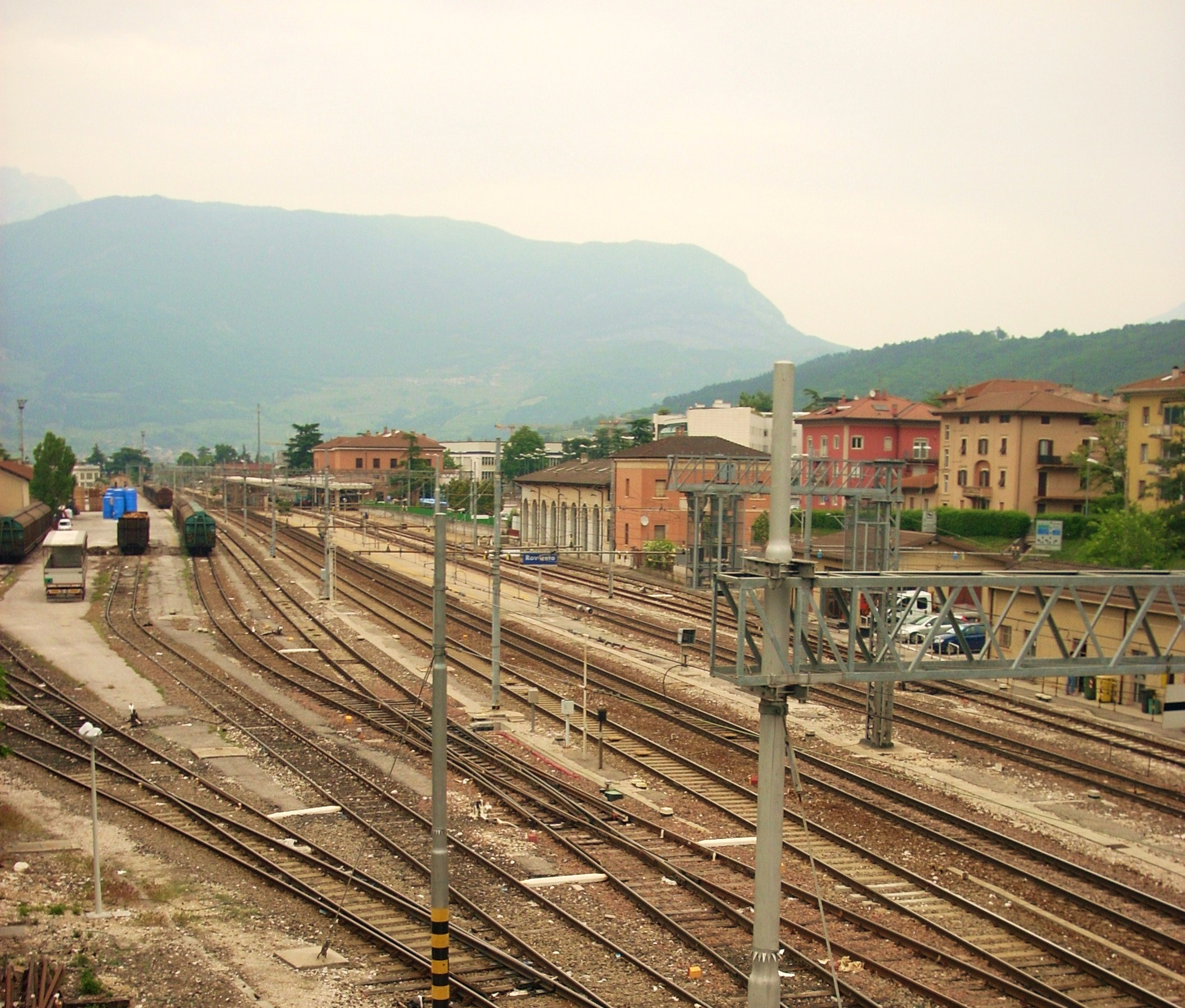
La stazione di Rovereto
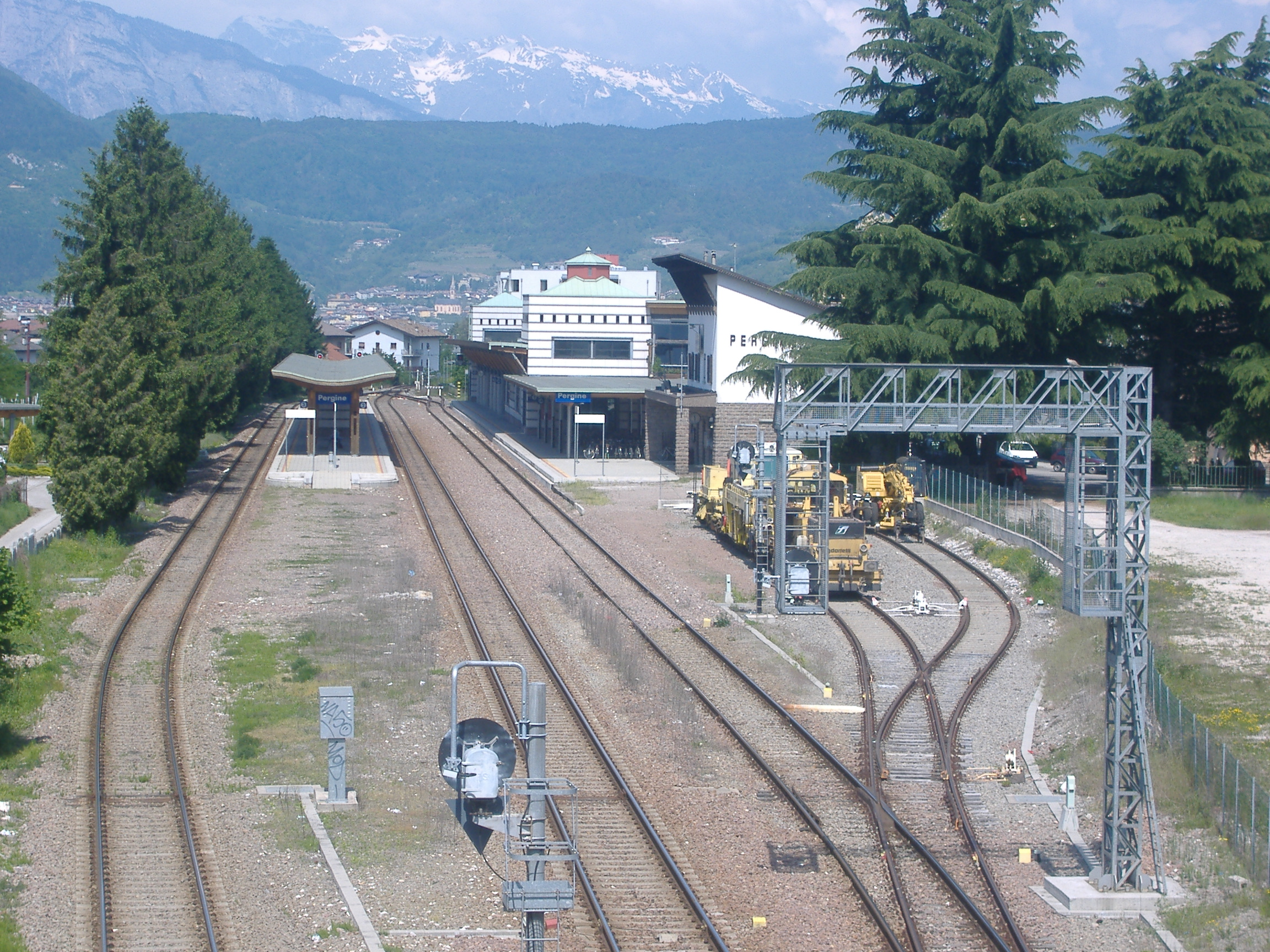
La stazione di Pergine
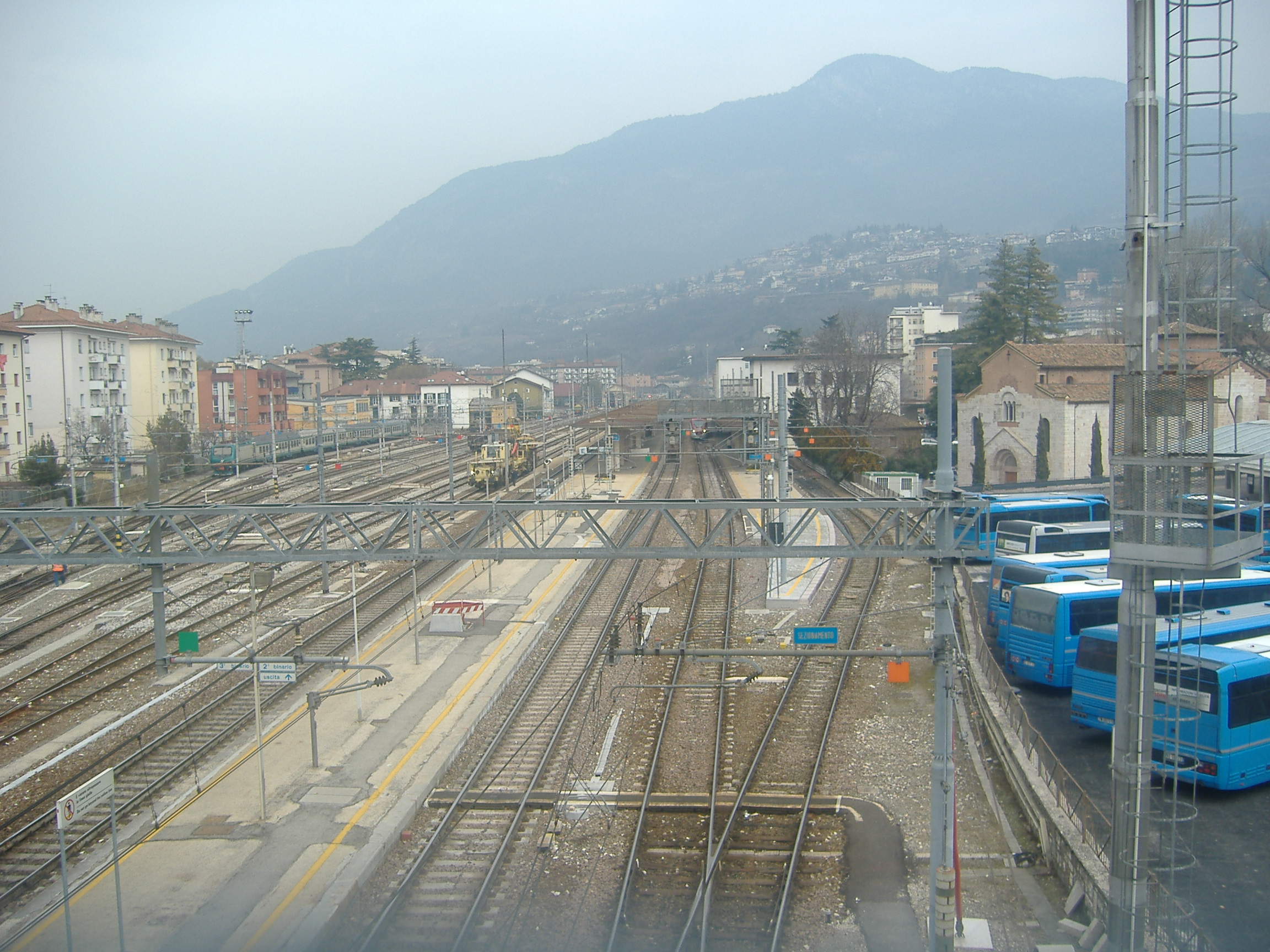
La stazione di Trento
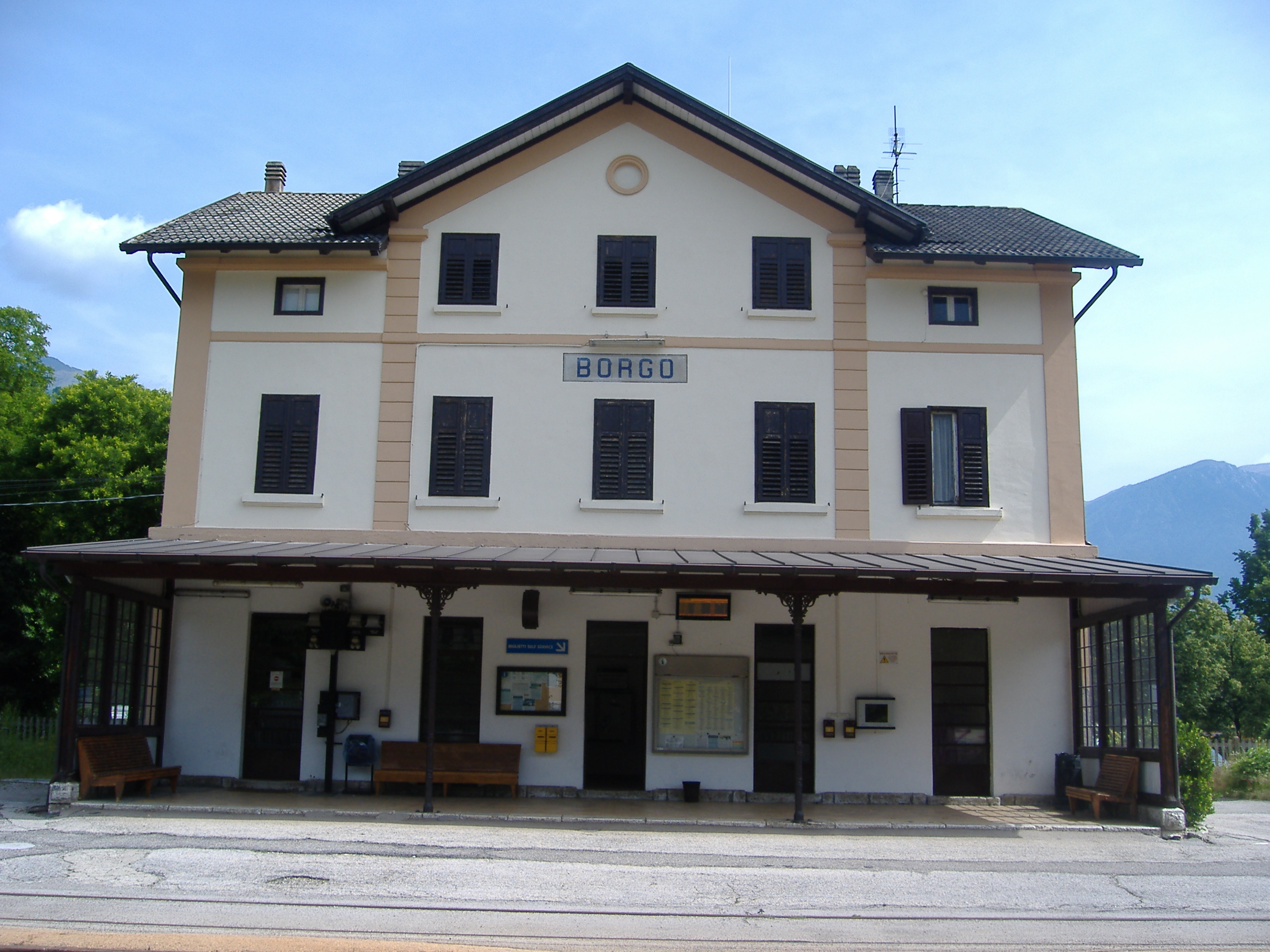
La stazione di Borgo Valsugana Centro

Alto Adige
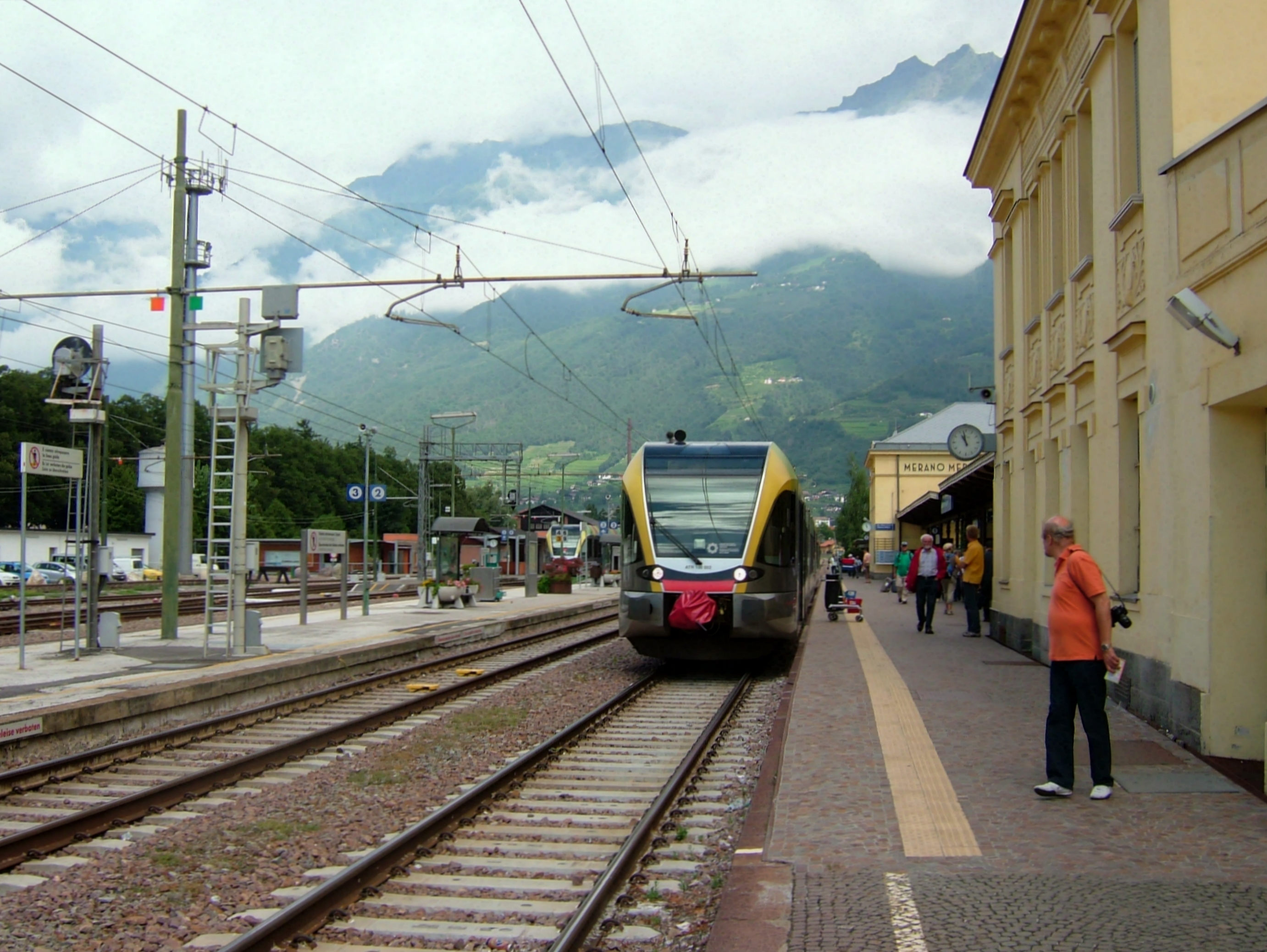
La stazione di Merano
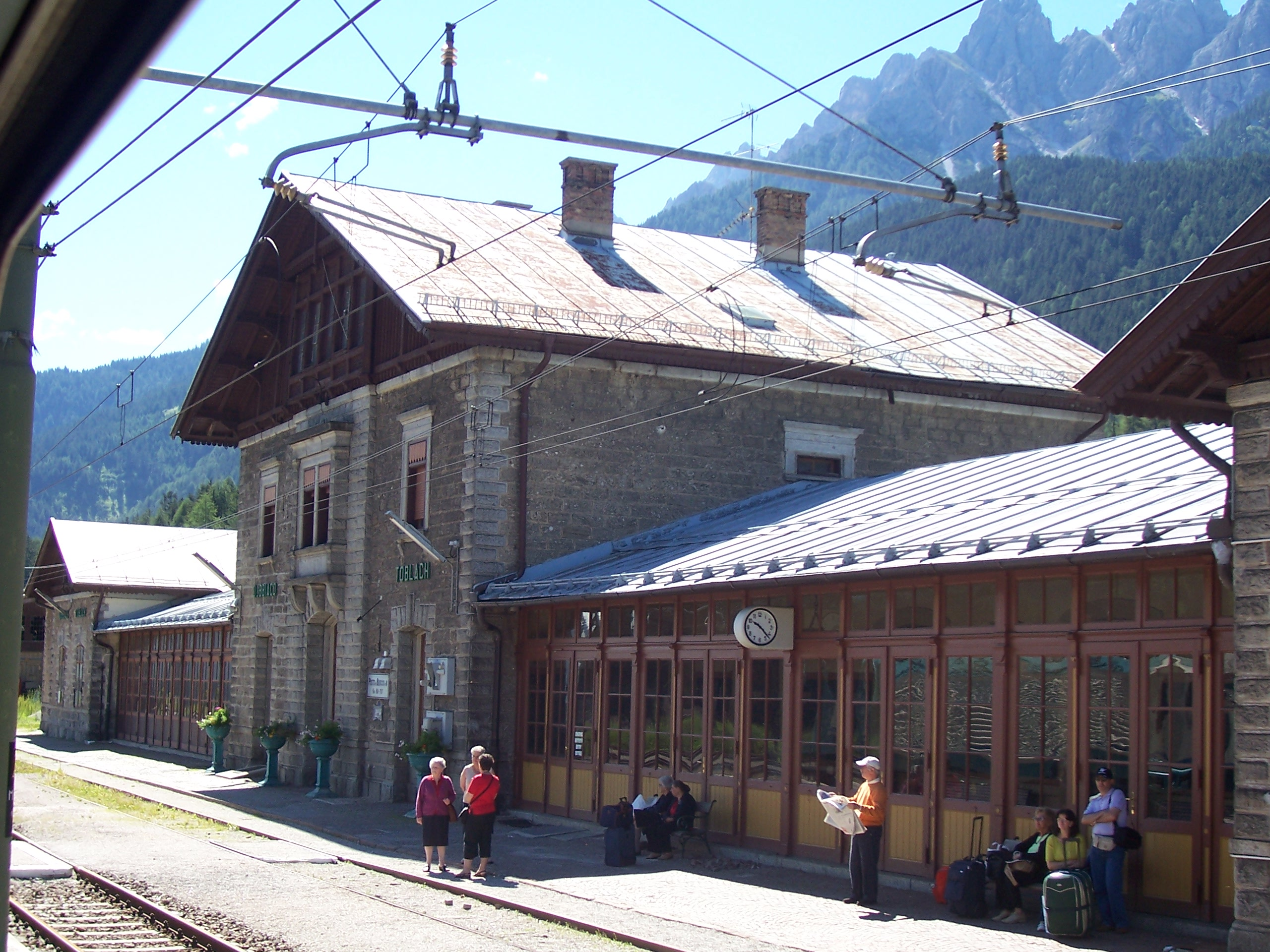
La stazione di Dobbiaco
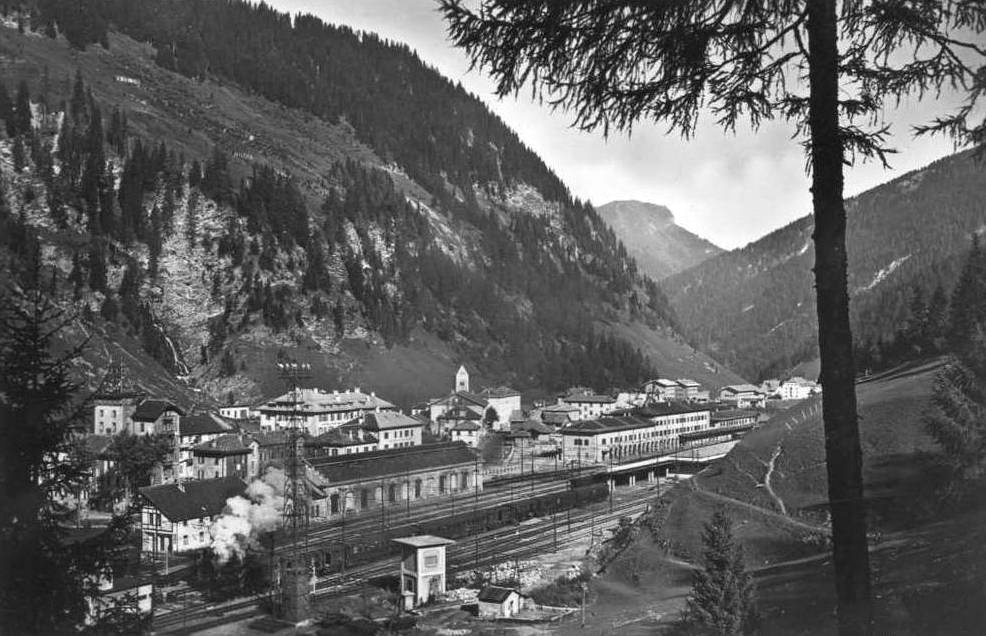
La stazione di Brennero

## Sistema aeroportuale
Il servizio aeroportuale del Trentino-Alto Adige è formato da tre aeroporti:
- l'aeroporto di Trento-Mattarello, aperto al traffico aereo turistico nazionale e comunitario, accoglie aerei da turismo, alianti ed elicotteri;
- l'aeroporto di Bolzano, collegato quotidianamente da voli di linea con Roma; nel periodo estivo offre voli di linea per Olbia (due volte alla settimana) e Cagliari (una volta a settimana), e vengono effettuati numerosi voli charter per località balneari italiane e croate. In inverno arrivano invece voli charter da Regno Unito e Germania;
- l'aeroporto di Dobbiaco, adibito poi al volo turistico.

## Sistema stradale e autostradale
Il Trentino-Alto Adige, per le caratteristiche morfologiche che presenta (il territorio è totalmente montuoso), è piuttosto penalizzato; tuttavia la rete stradale, pur non essendo molto fitta, è sufficiente a raggiungere con facilità tutti i centri. La rete stradale è lunga circa 8100 km, di cui circa 200 di autostrada. Con il decreto legislativo 2 settembre 1997, nº 320 il compartimento Anas nella regione è stato abolito, di conseguenza la gestione e la proprietà delle strade statali e le relative pertinenze sono state consegnate alle province autonome territorialmente competenti.
La segnaletica stradale è solo in italiano nella provincia autonoma di Trento, mentre in Alto Adige la segnaletica è bilingue, in tedesco e in italiano. Nei comuni ladini altoatesini i cartelli stradali sono trilingue: ladino - tedesco - italiano, mentre in quelli della Provincia di Trento la segnaletica è di norma bilingue italiano - ladino, ma limitatamente alla toponomastica nei cartelli di localizzazione e a quelli di destinazione sulle sole strade locali.
Nel tratto della Valle dell'Adige compreso tra la frazione Mattarello del comune di Trento fino a Mezzolombardo si trova la Tangenziale di Trento divisa in più parti in modo da permettere una scorrevolezza maggiore del traffico senza passare per i centri abitati.

### Rete autostradale
Il Trentino-Alto Adige è attraversato da un'unica autostrada, ovvero la A22 - Autostrada del Brennero, importante direttrice nord - sud, in quanto mette in collegamento tutta l'Italia creando un corridoio con l'Europa centrale. Vi sarebbe inoltre il progetto di estendere il tracciato della A31 fino a Trento, come prevedeva il progetto di costruzione originale di tale autostrada; tuttavia, però, le amministrazioni locali del Trentino si sono opposte e si oppongono tuttora, e vi è stato anche l'intervento di associazioni ambientaliste, per le quali l'impatto ambientale dell'opera sarebbe eccessivo.

### Rete di strade statali

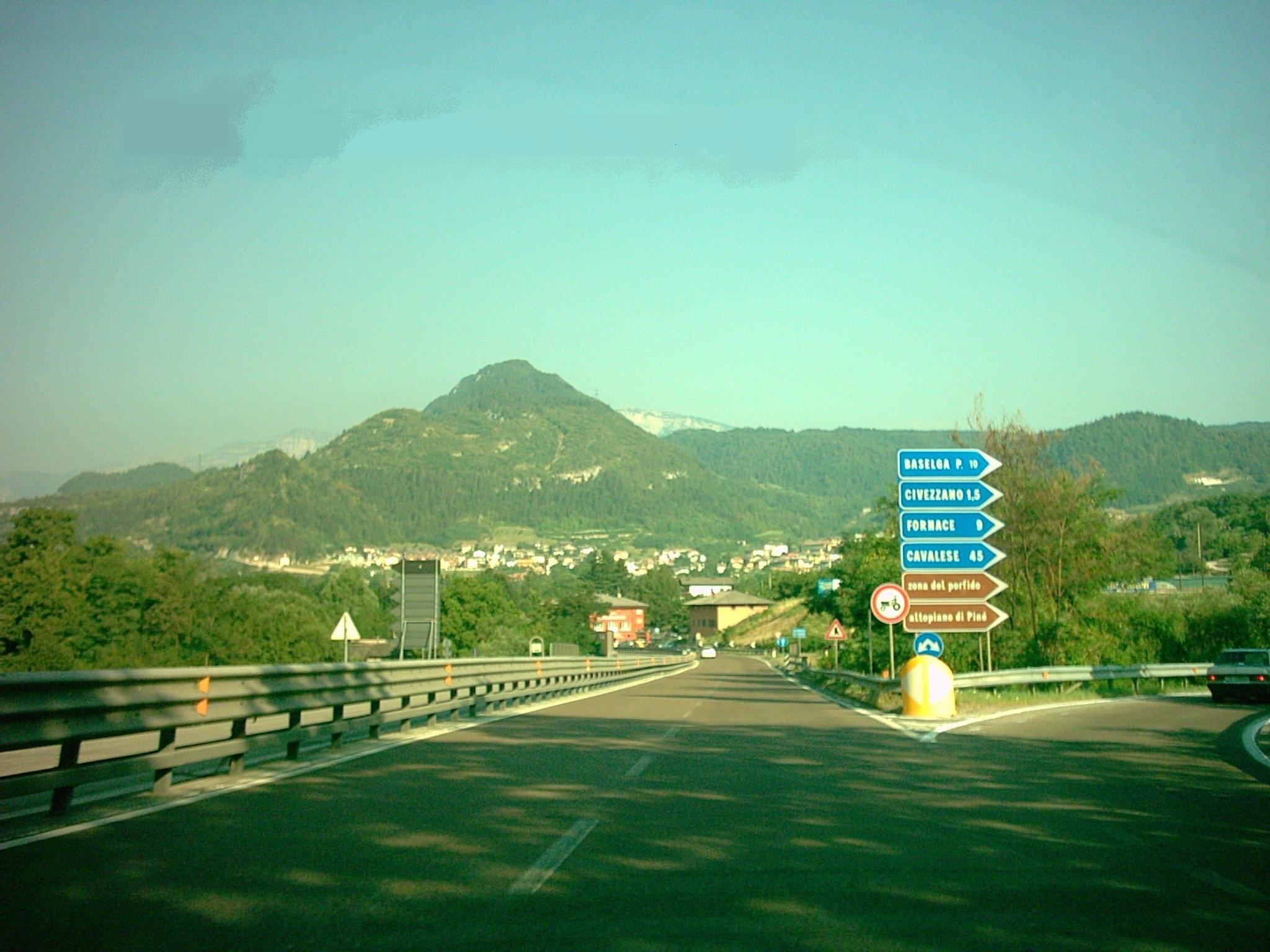
La SS 47 nei pressi di Civezzano

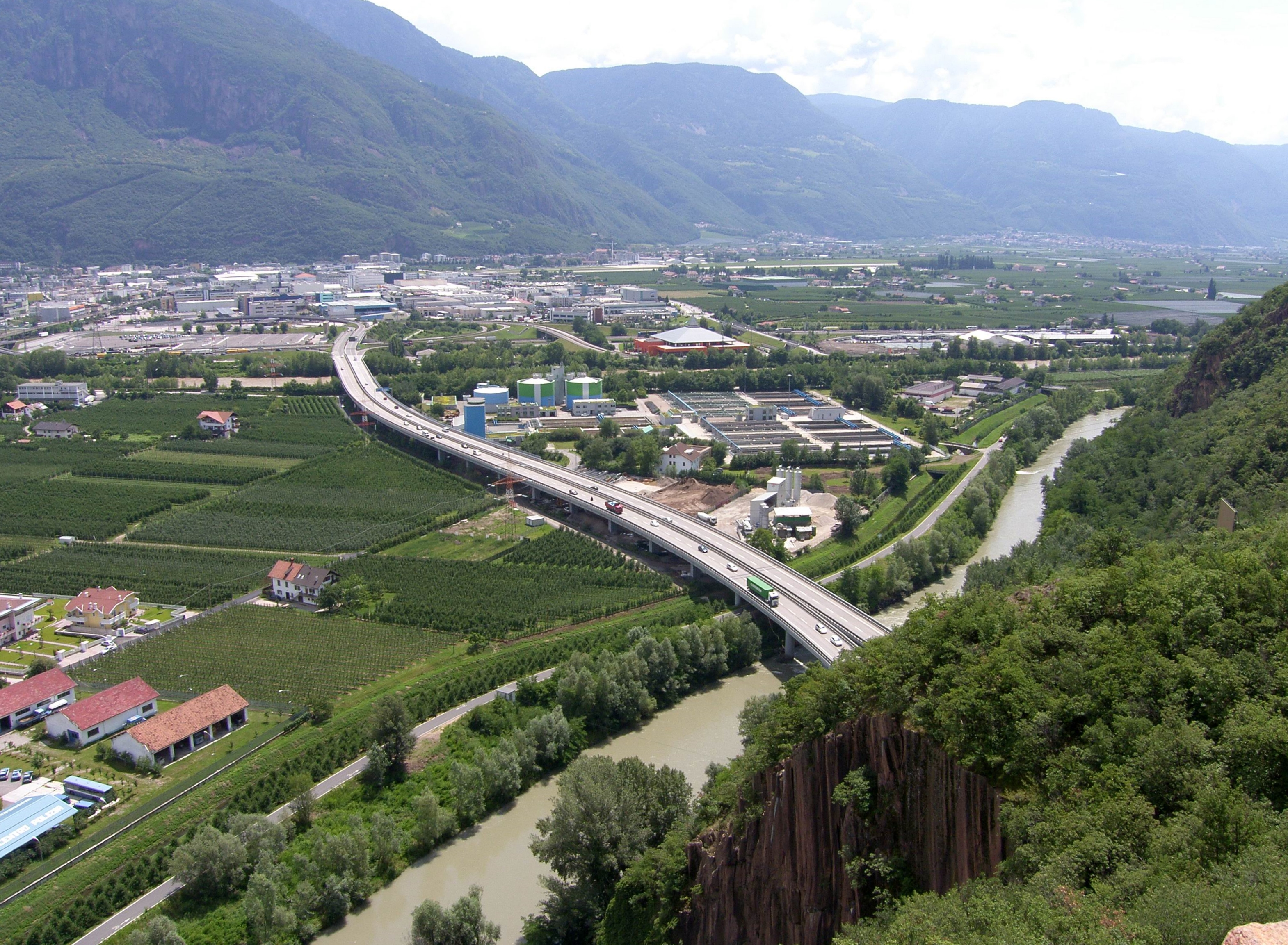
La superstrada MeBo (Bolzano - Merano) a Bolzano

| Strade statali in Trentino-Alto Adige | Prov. |
| --- | ----- |
| - Strada statale 12 dell'Abetone e del Brennero - Strada statale 42 del Tonale e della Mendola - Strada statale 43 della Val di Non - Strada statale 43 dir della Val di Non - Strada statale 45 bis Gardesana Occidentale - Strada statale 46 del Pasubio - Strada statale 47 della Valsugana - Strada statale 48 delle Dolomiti - Strada statale 50 del Grappa e del Passo Rolle - Strada statale 237 del Caffaro - Strada statale 238 delle Palade - Strada statale 239 di Campiglio - Strada statale 240 di Loppio e di Val di Ledro - Strada statale 241 di Val D'Ega e Passo Costalunga - Strada statale 242 di Val Gardena e Passo Sella - Strada statale 249 Gardesana Orientale - Strada statale 346 del Passo di San Pellegrino - Strada statale 347 del Passo Cereda e Passo Duran - Strada statale 349 di Val d'Assa e Pedemontana Costo - Strada statale 350 di Folgaria e Val d'Astico - Strada statale 421 dei Laghi di Molveno e Tenno - Strada statale 612 della Val di Cembra - Strada statale 620 del Passo di Lavazè - Strada statale 641 del Passo Fedaia | TN    |
| - Strada statale 12 dell'Abetone e del Brennero - Strada statale 38 dello Stelvio - Strada statale 40 di Resia - Strada statale 41 di Val Monastero - Strada statale 42 del Tonale e della Mendola - Strada statale 44 del Passo di Giovo - Strada statale 44 bis Passo del Rombo - Strada statale 48 delle Dolomiti - Strada statale 48 bis delle Dolomiti - Strada statale 49 della Pusteria - Strada statale 51 di Alemagna - Strada statale 52 Carnica - Strada statale 238 delle Palade - Strada statale 241 di Val D'Ega e Passo Costalunga - Strada statale 242 di Val Gardena e Passo Sella - Strada statale 243 del Passo Gardena - Strada statale 244 di Val Badia - Strada statale 508 di Val Sarentino e del Passo di Vizze - Strada statale 620 del Passo di Lavazè - Strada statale 621 della Valle Aurina - Strada statale 622 di Solda | BZ    |

### Rete di strade provinciali
Molte numerose sono le strade provinciali della provincia di Trento e Bolzano che si ramificano in tutto il territorio in modo da coprire gran parte di esso.

### Passi e valichi

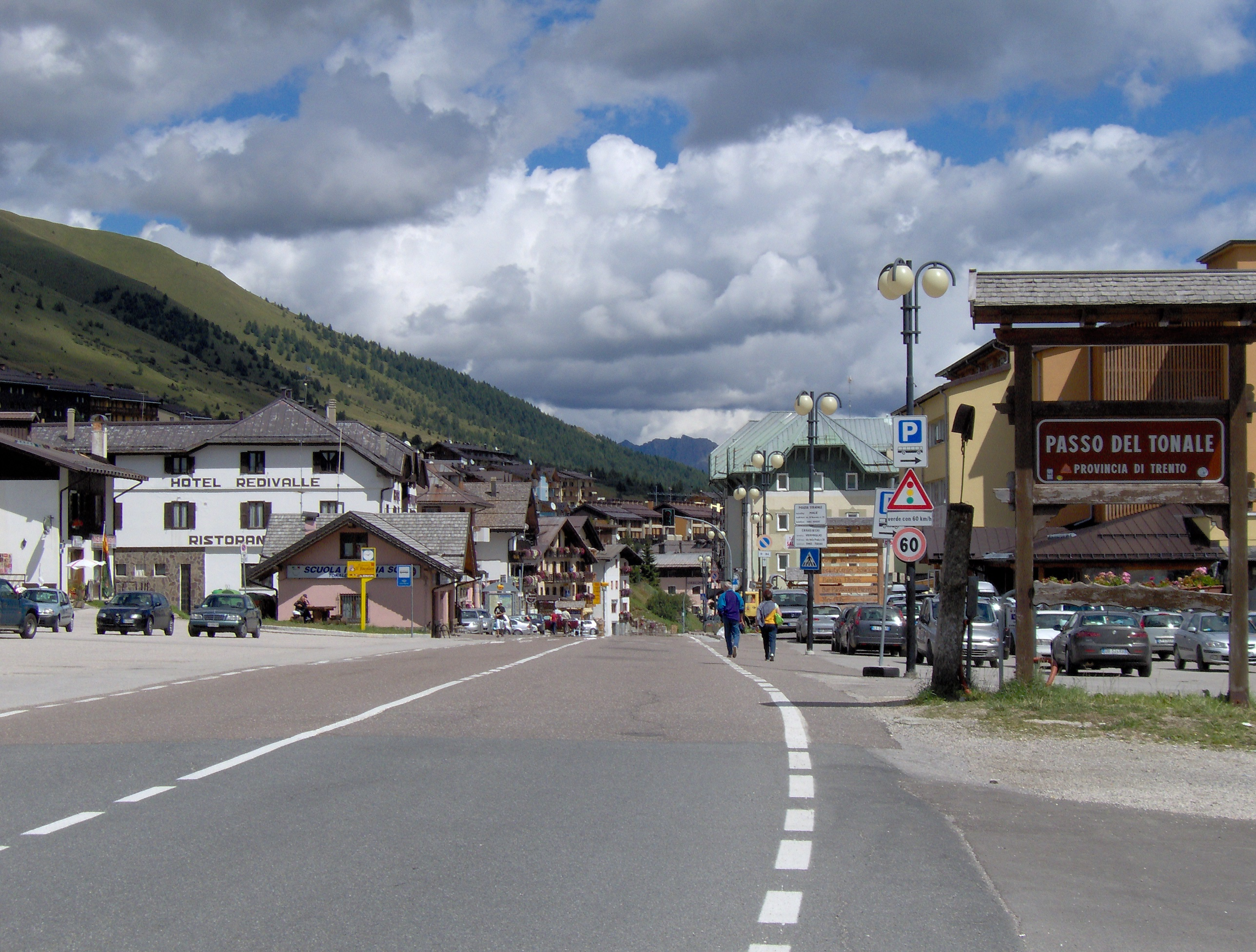
Il passo del Tonale

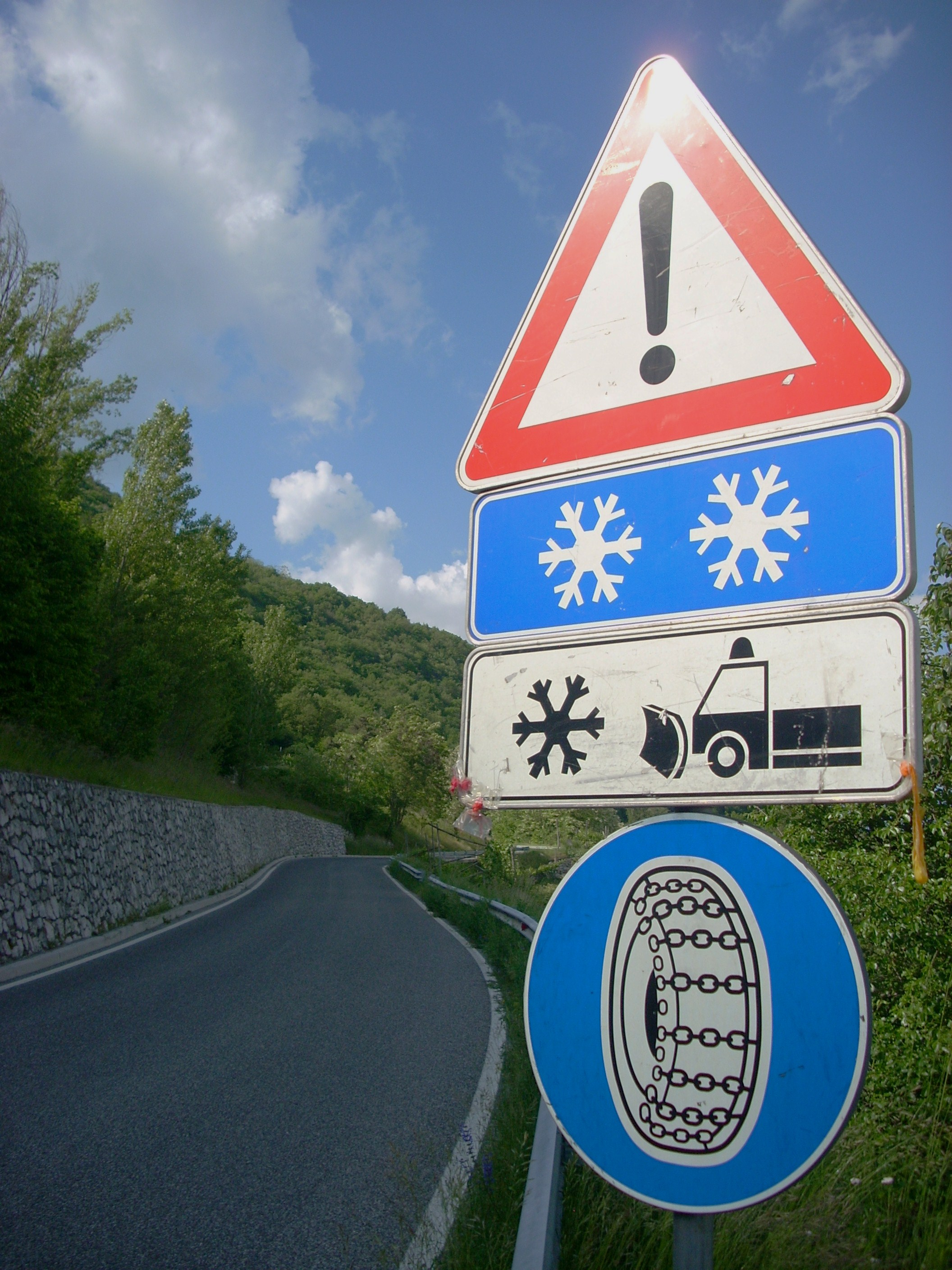
Le strade di montagna del Trentino-Alto Adige, nella stagione invernale, sono frequentemente interessate da nevicate: l'utilizzo delle catene è spesso obbligatorio. Nella foto, una strada nei pressi di Isera.

Numerosi sono i valichi di montagna, tenuti sotto costante controllo, soprattutto nella stagione invernale per verificare la possibilità del transito di veicoli anche con la neve; sia la provincia autonoma di Bolzano che quella di Trento mettono a disposizione su internet un bollettino sulle condizioni di percorribilità dei passi. 
Di seguito un elenco dei principali passi della regione:
- Provincia autonoma di Trento - provincia di Vicenza:
  - Il pian delle Fugazze (1.162 m s.l.m.)
  - Il passo della Borcola (1.206 m s.l.m.)
  - Il passo di Campogrosso (1.460 m s.l.m.)
  - Il passo Coe (1.610 m s.l.m.)

- Provincia autonoma di Trento - provincia di Verona:
  - Il passo delle Fittanze (1 399 m s.l.m.)

- Provincia autonoma di Trento - provincia di Brescia:
  - Il passo del Tonale (1.883 m s.l.m.)
- Provincia autonoma di Trento - provincia di Belluno:
  - Il passo San Pellegrino (1.918 m s.l.m.)
  - Il passo Pordoi (2.239 m s.l.m.)
  - Il passo Fedaia (2.057 m s.l.m.)
  - Il passo Valles (2.039 m s.l.m.)
- Provincia autonoma di Bolzano - provincia di Sondrio:
  - Il passo dello Stelvio (2.758 m s.l.m.)
- Provincia autonoma di Bolzano - provincia di Belluno:
  - Il passo di Campolongo (1.875 m s.l.m.)
  - Il passo Cimabanche (1.529 m s.l.m.)
  - Il passo di Monte Croce di Comelico (1.636 m s.l.m.)
- Provincia autonoma di Bolzano - Austria (Tirolo):
  - Il passo del Brennero (Brennerpass) (1372 m s.l.m.)
  - Il passo del Rombo (2.509 m s.l.m.)
  - Il passo di Vizze (2.276 m s.l.m.)
  - Il passo di Resia (1.504 m s.l.m.)
- Provincia autonoma di Bolzano - provincia autonoma di Trento:
  - Il passo della Mendola (1.363 m s.l.m.)
  - Il passo di Costalunga (1.753 m s.l.m.)
  - Il passo di Pampeago (1.983 m s.l.m.)
  - Il passo di Rabbi (2.449 m s.l.m.)
  - Il passo di San Lugano (1.097 m s.l.m.)

### Distanze chilometriche

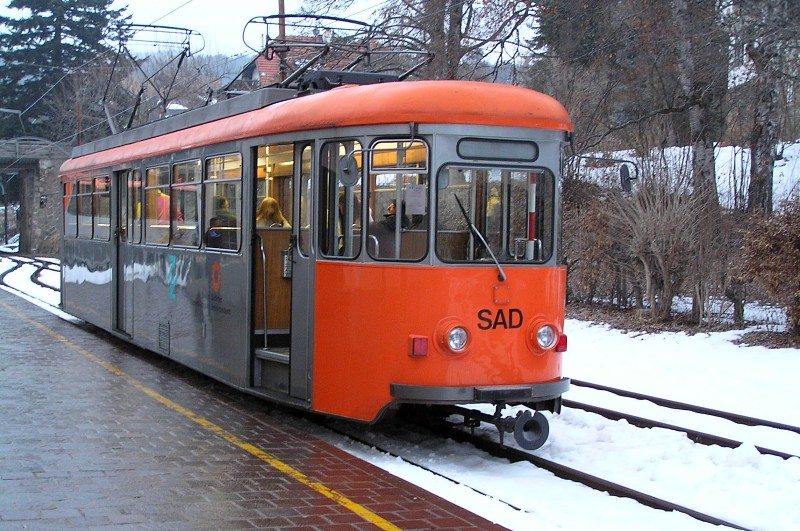
Tram del Renon (SAD)

| [ 7 ]              | Trento | Bolzano | Rovereto | Merano | Innsbruck (A) | Passo del Brennero | Bressanone | Pergine Valsugana |
| ------------------ | ------ | ------- | -------- | ------ | ------------- | ------------------ | ---------- | ----------------- |
| Trento             | —      | 55 km   | 25 km    | 80 km  | 176 km        | 135 km             | 98 km      | 15 km             |
| Bolzano            | 55 km  | —       | 80 km    | 28 km  | 115 km        | 85 km              | 47 km      | 70 km             |
| Rovereto           | 25 km  | 80 km   | —        | 104 km | 191 km        | 160 km             | 123 km     | 40 km             |
| Merano             | 80 km  | 28 km   | 104 km   | —      | 143 km        | 112 km             | 75 km      | 94 km             |
| Innsbruck (A)      | 166 km | 115 km  | 191 km   | 143 km | —             | 31 km              | 68 km      | 181 km            |
| Passo del Brennero | 135 km | 84 km   | 160 km   | 112 km | 31 km         | —                  | 37 km      | 150 km            |
| Bressanone         | 98 km  | 47 km   | 123 km   | 75 km  | 68 km         | 37 km              | —          | 113 km            |
| Pergine Valsugana  | 15 km  | 70 km   | 40 km    | 94 km  | 181 km        | 150 km             | 113 km     | —                 |

## Trasporto pubblico
Il servizio urbano ed extraurbano (autobus e corriere) è gestito dalla società Trentino Trasporti nella provincia autonoma di Trento, mentre nella provincia autonoma di Bolzano è amministrato dalle società SASA (aree urbane di Bolzano, Merano e Laives) e SAD (trasporto extraurbano in tutta la provincia e urbano in alcuni centri).

## Piste ciclabili
La rete ciclabile del Trentino-Alto Adige è costituita da circa 1000 km di percorsi. L'asse principale è posizionato nella Valle dell'Adige e nella Valle Isarco, dal quale partono altre piste che lo mettono in collegamento con le vallate laterali (Basso Sarca, Valsugana, Val di Sole, Val Venosta, Val Pusteria). Diversi tratti nuovi sono in fase di progettazione in entrambe le province.

## Sistema di navigazione
Riva del Garda è collegata alle altre località del lago di Garda da una regolare linea di battelli; la navigazione sul lago di Garda è un servizio pubblico di linea dipendente dal Ministero dei trasporti in attività dal 1827.